# Clash (tạp chí)
Clash là một tạp chí và trang web âm nhạc và thời trang có trụ sở tại Vương quốc Anh. Tạp chí được Music Republic Ltd. xuất bản bốn lần một năm. Công ty chủ quản trước đây của tạp chí này là Clash Music Ltd đã bị giải thể. Tạp chí đã giành được các giải thưởng bao gồm giải Tạp chí mới xuất sắc nhất năm 2004 tại Giải PPA Magazine, Tạp chí của năm tại Giải Record of the Day 2011, cùng với các giải thưởng khác ở Anh và Scotland.

## Lịch sử
Clash được thành lập bởi John O'Rourke, Simon Harper, Iain Carnegie và Jon-Paul Kitching. Chuyên mục này được phát triển từ tạp chí Vibe lâu đời có trụ sở tại Dundee, Scotland. Ra mắt lại với tên Clash Magazine vào năm 2004, ấn phẩm đã giành được giải Tạp chí mới xuất sắc nhất tại Giải PPA Magazine và Tạp chí âm nhạc của năm tại Giải Record of the Day lần lượt vào năm 2005 và 2011.
Trang ClashMusic.com ra mắt vào đầu năm 2008, bao gồm nhiều thể loại đa dạng hơn so với tạp chí mẹ, với các bài đăng về các nghệ sĩ như Gonjasufi và Perfume Genius, cũng như các nghệ sĩ mới nổi. Trang web được thiết kế lại vào tháng 10 năm 2012 để phù hợp với giao diện của tạp chí in. Ngày 30 tháng 3 năm 2009, ClashMusic bắt đầu xuất bản Essential 50 – tổng hợp các album mà trang web này coi là "50 album tuyệt vời nhất, quan trọng nhất, xuất sắc nhất".
Đầu năm 2011, Clash mang một diện mạo hoàn toàn mới, loại bỏ cảm giác hào nhoáng và thiết kế thiên về âm nhạc trước đây để chuyển sang một cách tiếp cận mang tính nghệ thuật hơn. Năm 2013, hãng đã ra mắt kênh Smartphone, ứng dụng iOS đã giành được giải Tạp chí âm nhạc hay nhất tại Giải Digital Magazine. Tháng 2 năm 2014, ứng dụng đã được phát hành trên thiết bị cầm tay Android. Tháng 11 năm 2014, tạp chí đã xuất bản ấn bản thứ 99, nhưng sau đó rút khỏi mảng xuất bản báo in để chuyển sang hoạt động trực tuyến lần đầu tiên. Dịch vụ trên web vẫn tiếp tục trong suốt thời gian tạp chí vắng mặt trên các sạp báo. Cuối năm 2015, có nguồn tin cho biết Clash sẽ quay trở lại in dưới dạng tạp chí hai tháng một lần từ tháng 2 năm 2016, bắt đầu hoạt động trở lại với số đặc biệt thứ 100.

## Giải thưởng
- Tạp chí âm nhạc của năm – Giải Digital Magazine, 2013[9]
- Tạp chí của năm – Giải Record Of The Day, 2011[2]
- Tạp chí của năm – Giải PPA Scotland Magazine, 2008[10]
- Tạp chí người tiêu dùng của Năm – Giải PPA Scotland Magazine, 2008[10]
- Biên tập viên tạp chí người tiêu dùng của năm – Giải PPA Scotland Magazine, 2007
- Thiết kế tạp chí đẹp nhất của năm – Giải PPA Scotland Magazine, 2007
- Tạp chí âm nhạc của năm – Giải Record of the Day, 2005[6]
- Tạp chí mới xuất sắc nhất – Giải PPA Scottish Magazine, 2004[5]